# Овеилан (Долина Аосте)
Овеилан је насеље у Италији у округу Долина Аосте, региону Долина Аосте.
Према процени из 2011. у насељу је живело 59 становника. Насеље се налази на надморској висини од 862 м.